# Acroricnus tricolor
Acroricnus tricolor là một loài tò vò trong họ Ichneumonidae.